# Szellemlovas (Johnny Blaze)
A Szellemlovas, eredeti nevén Johnny Blaze egy kitalált szereplő, antihős a Marvel Comics képregényeiben. Első megjelenése a Marvel Spotlight 5. számában volt 1972 augusztusában. A karaktert Roy Thomas, Gary Friedrich és Mike Ploog alkotta meg.
Johnny Blaze, a motorkerékpáros kaszkadőr akkor tett szert erejére mikor beleegyezett, hogy eladja lelkét a „Sátánnak” (akiről később kiderül, hogy Mefisztó volt), hogy megmentse mentorát. Ehelyett azonban lelke egyesült a Zarathos nevű lénnyel. Mikor Blaze Zarathos erejét használja, feje pirosas- narancssárgásan lángoló koponyává változik, kékké Zarathos miatt változik ha fel leli benne az angyalt. Amikor lopnak a bűnözők, a szellemlovas tekintetétől a tisztító tűz átjárja a lelküket és átélik azokat a kínokat, melyet másoknak okoznak. 
A hazánkban is mozikba került A szellemlovas című filmben Johnny Blaze-t Nicolas Cage játszotta.